# Жеребец (озеро)
Жеребец — озеро в Фёдоровском районе Костанайской области Казахстана. Находится в 17 км к востоку от поселка Кара-Копа и в 3 км к западу от Крамское.
По данным топографической съёмки 1943 года, площадь поверхности озера составляет 1,16 км². Наибольшая длина озера — 1,6 км, наибольшая ширина — 1,1 км. Длина береговой линии составляет 4,5 км, развитие береговой линии — 1,17. Озеро расположено на высоте 175,5 м над уровнем моря.